# Слива домашняя 'Ренклод Альтана'
Слива домашняя 'Ренклод Альтана' — старинный чешский сорт сливы домашней. Самобесплодный, среднего срока созревания.
Сорт используется в селекционных программах, как источник крупноплодности, позднеспелости и высоких вкусовых качеств плодов. Селекционно-значимые
признаки не выражены в максимальной степени (или находятся в рецессиве), но хорошо проявляются в ряде гибридных генотипов.

## Происхождение
Старинный сорт Чехии. Получен в XIX веке Й. Прохазка из пророщенной косточки 'Ренклода Большого Зелёного'. По своим качествам близок, но не лучше материнского сорта.

## Районирование
В XX веке сорт широко использовался в южных районах СССР. Введён в Государственный реестр с 1947 г. по Северо-Кавказскому и Нижневолжскому регионам.

## Биологическое описание

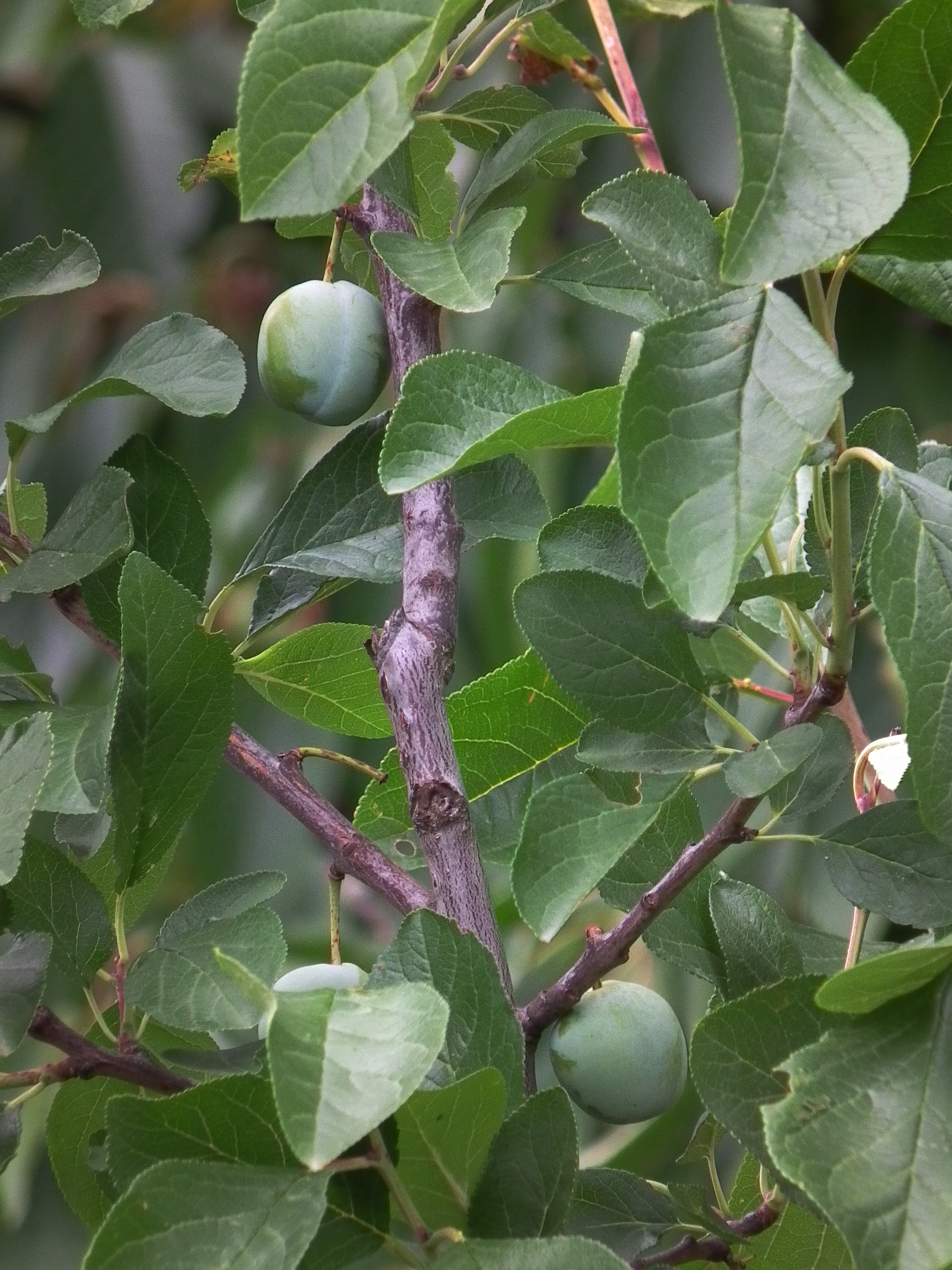
'Ренклод Альтана', побеги с незрелыми плодами

Дерево сильнорослое, крона округло-овальная, средней густоты. Плодоносит преимущественно на обрастающих веточках до 5—6-летнего возраста. Штамб прямой, тёмно-серый, среднетрещиноватый, чечевичек среднее количество, чечевички крупные. Побег прямой, междоузлия средние 2,1—2,5 см, окраска коры коричнево-фиолетовая средней интенсивности. Опушение отсутствует. Почка вегетативная яйцевидная с округлой верхушкой, средних размеров, прижатая.
Листья овальной формы, верхушка тупозаострённая, основание дуговидное. Длина средняя — 7,4 см, ширина средняя — 4,5 см, листовая пластинка средних размеров — 33,3 см, окраска зелёная, средневогнутая, рыхлой консистенции, средней толщины, глянцевая, без опушения, снизу листа опушение среднее, ворсистое, распределено по всей поверхности. Зазубренность края листа двоякогородчатая, средних размеров. Черешок длинный — 21 мм. Желёзки — две, приподнятые, крупные, желтые. Прилистники ланцетовидной формы, средней длины — до 10 мм, бледно-зелёные.
Из одной генеративной почки развивается один цветок, блюдцевидной формы, средних размеров — 25 мм в диаметре. Лепестки округлой формы, крупные, длина 12 мм, ширина 13 мм, белой окраски, слабосомкнутые. Верхушка округлая, край волнистый, слабогофрированный. Тычинки малочисленные — 22 шт. Тычиночные нити 6—10 мм, прямые. Окраска пыльников светло-жёлтая. Пестик длиной 7—8 мм, длина столбика 6—7 мм, прямой. Форма рыльца округлая, расположено выше тычинок. Завязь неопушённая. Чашечка ширококолокольчатая, неопушенная. Чашелистики овальные, длина 3 мм, ширина 2,5 мм, опушённость слабая. Зазубренность отсутствует. Цветоножка длиной 13 мм, средняя, без опушения.
Плод округлый, равнобокий, крупный — высота, ширина и толщина 37 мм, масса 38 г. Основная окраска светло-зелёная, покровная розово-красная, покрывающая полностью весь плод, опушение отсутствует. Подкожных точек среднее количество, бурой окраски. Штрихи отсутствуют. Восковой налёт густой. Верхушка плода округлая, слегка вдавленная, основание округлое, воронка средней глубины. Брюшной шов слабо выражен, не растрескивается. Кожица тонкая, плотная, снимается легко, консистенция рыхлая. Окраска мякоти жёлтая, на воздухе темнеет слабо. Окраска полости одноцветная с мякотью. Консистенция мякоти тонковолокнистая, плотная, сочная. Плодоножка средней длины — 14 мм, средней толщины — 1,8 мм. Косточка округлая, 18 мм длины, 16 мм ширины, 10 мм толщины, средних размеров, массой 1,4 г, 3,9 % от мякоти плода, светло-коричневой окраски. Верхушка широкоокруглая, основание узкоокруглое, спинной шов средне открыт. Брюшной шов средний. Центральное ребро выражено средне. Боковые рёбра слабо заметны. Киль небольшой, острый. Поверхность мелко-ямчато-бугорчатая. Косточка хорошо отделяется от мякоти.
Плоды хороши для употребления в свежем виде и для изготовления компотов, сухофруктов, соков и маринадов. Оценка консервов: замороженные плоды — 4,2 балла, сушёная слива — 4,1 балла, компот — 4,3 балла, сок с мякотью — 4 балла, маринованные плоды — 4,4балла. Плоды содержат, на сырой вес: сухих веществ — 16,2 %, сахаров — 10,6 %, кислот — 0,67 %, сахарокислотный индекс 15,82, пектиновых веществ — 0,68 %, растворимых полифенолов — 334 мг/100г, аскорбиновой кислоты — 4,8 мг/100 г.
Срок цветения средний — в середине апреля.

## В культуре
В качестве семенного подвоя для 'Ренклод Альтана' может использоваться Слива домашняя 'Изюм Эрик'.
Сорт самобесплодный. Срок созревания средний — в средине августа. Срок вступления дерева в плодоношение на 4-5 год. Зимостойкость средняя или выше средней. Засухоустойчивость средняя. Сорт устойчив к полистигмозу, клястероспориозу, шарке, но не устойчив к монилиозу. Урожайность высокая, но недостаточно регулярная. В период созревания при продолжительной дождливой погоде плоды лопаются. Иногда таким образом портится большая часть урожая. Рекомендуется регулярная прореживающая обрезка.